# Zentralmagazin Naturwissenschaftlicher Sammlungen (Martin-Luther-Universität)

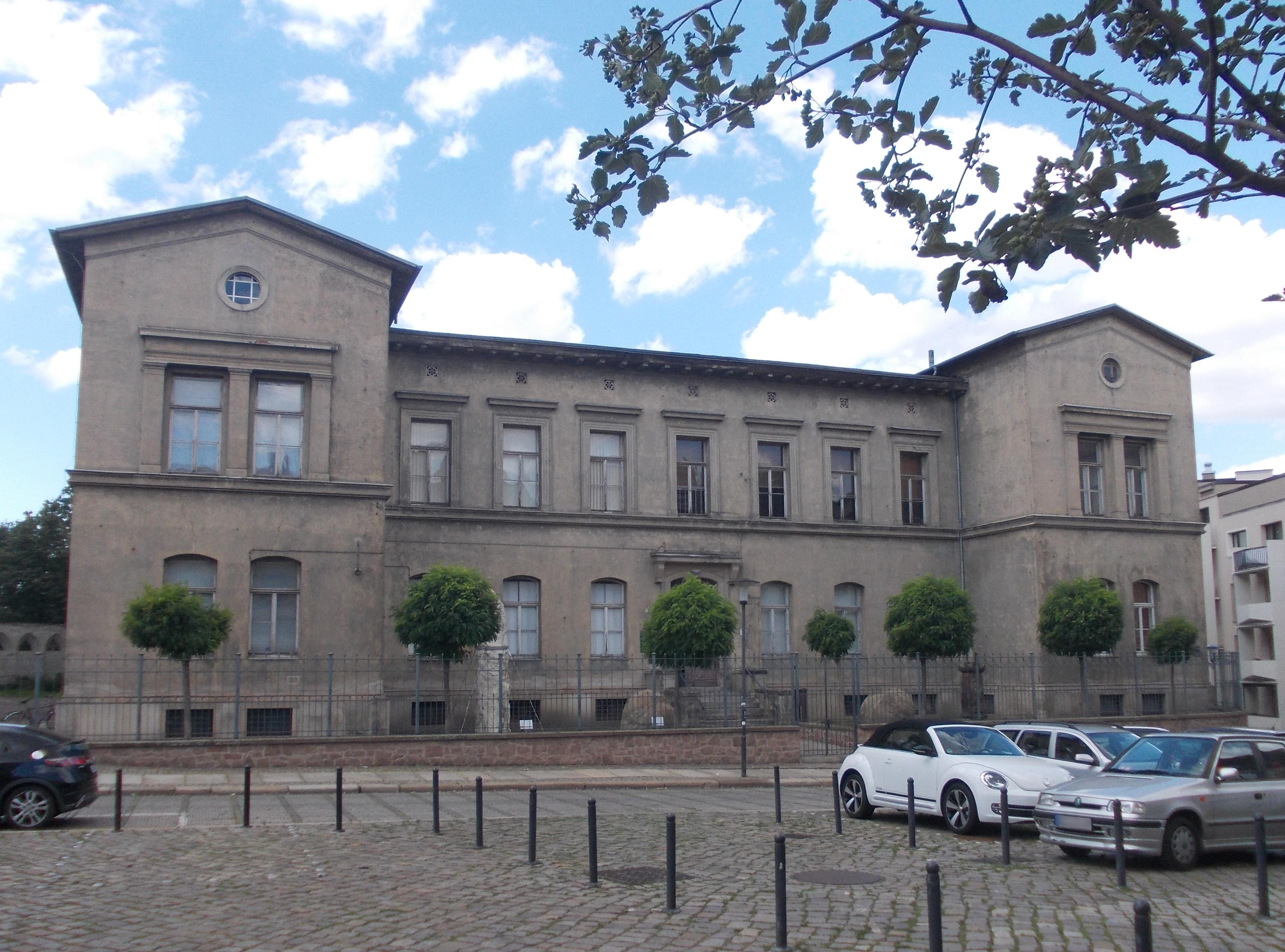
Gebäude Domplatz 4

Das Zentralmagazin Naturwissenschaftlicher Sammlungen in Halle (Saale) vereint naturkundliche Sammlungen der Martin-Luther-Universität Halle-Wittenberg.
Neben dem Hauptgebäude existiert ein Gebäudekomplex um die Mühlpforte 1, der erweitert werden soll, um aus fünf weiteren derzeitigen Außenlagern Sammlungen zu holen.

## Geschichte
Über einen Zeitraum von mehr als 250 Jahren wurden viele Millionen Objekte zusammengetragen, wissenschaftlich bearbeitet und hinterlegt. So besteht die Zoologische Sammlung (eine entomologische Sammlung) seit 1769. Die Sammlung speist sich maßgeblich aus historischen Sammlungen aus dem 19. Jahrhundert, unter andern der Hermann Burmeisters über Südamerika. Aber auch Arten aus der Mongolei sind in der Sammlung zu finden.
Im Zentralmagazin Naturwissenschaftlicher Sammlungen vereinigen sich seit 2020 die umfangreichen zoologischen Sammlungen, die haustierkundliche Sammlung, die Geiseltal-Sammlung, die geowissenschaftlichen Sammlungen, die veterinärmedizinische Sammlung und die Sammlung historischer physikalischer Geräte.

## Hauptgebäude
Das denkmalgeschützte Magazinhauptgebäude des Zentralmagazins Naturwissenschaftlicher Sammlungen am Domplatz 4 im Zentrum von Halle wurde im Jahr 1839 erbaut und beherbergte bereits die Zoologische Sammlung.